# André Verlinden
André Verlinden (Gavere, 14 december 1912 - Gent, 24 april 1997) was Belgisch beroepsrenner van 1934 tot 1937 en vooral als streekrenner bekend. Hij won in totaal vier beroepsrennerswedstrijden: één in 1933 te Kruishoutem, drie in zijn topjaar 1934 te Berchem (Oudenaarde), Lede en Zottegem.

## Erelijst
1933
- 1ste Kruishoutem

1934
- 1ste in Berchem (Oudenaarde)
- 1ste in Lede (BEL)
- 1ste GP Stad Zottegem
- 2de Landen
- 2de in Roeulx
- 3de in Wingene
- 3e in Harelbeke

1935
- 3de Kloosterzande (Nederland)
- 3de Kruishoutem

1936
- 3de in 1ste etappe Tour du Nord te Anzin (Frankrijk)

## Resultaten in voornaamste wedstrijden
| Jaar | Parijs-Roubaix |
| ---- | -------------- |
| 1936 | 13e            |